# Adlullia zeboe
Adlullia zeboe är en fjärilsart som beskrevs av Moore 1859. Adlullia zeboe ingår i släktet Adlullia och familjen tofsspinnare. Inga underarter finns listade i Catalogue of Life.